# Oberfähnrich zur See
Oberfähnrich zur See رتبة في البحرية الألمانية والجيش الألماني شخص عسكري أو فرد من أفراد القوات المسلحة.
فيما يلي تسلسل الرتب (من أعلى إلى أسفل) في تلك المجموعة بالذات:
- OR-9: أوبرشتابسبوتسمان / أوبرشتابفيلدفيبل
- OR-8: شتابسبوتسمان / شتابسفيلدفيبل
- OR-7: Oberfähnrich zur See and هاوبتبوتسمان / أوبرفينريش وهاوبتفيلدڤيبل
- OR-6A: أوبربوتسمان / أوبرفيلدفيبل
- OR-6b: Fähnrich zur See and بوتسمان / فانريش and فيلدفيبل

أنظر أيضا